# Kanadas konservativa parti

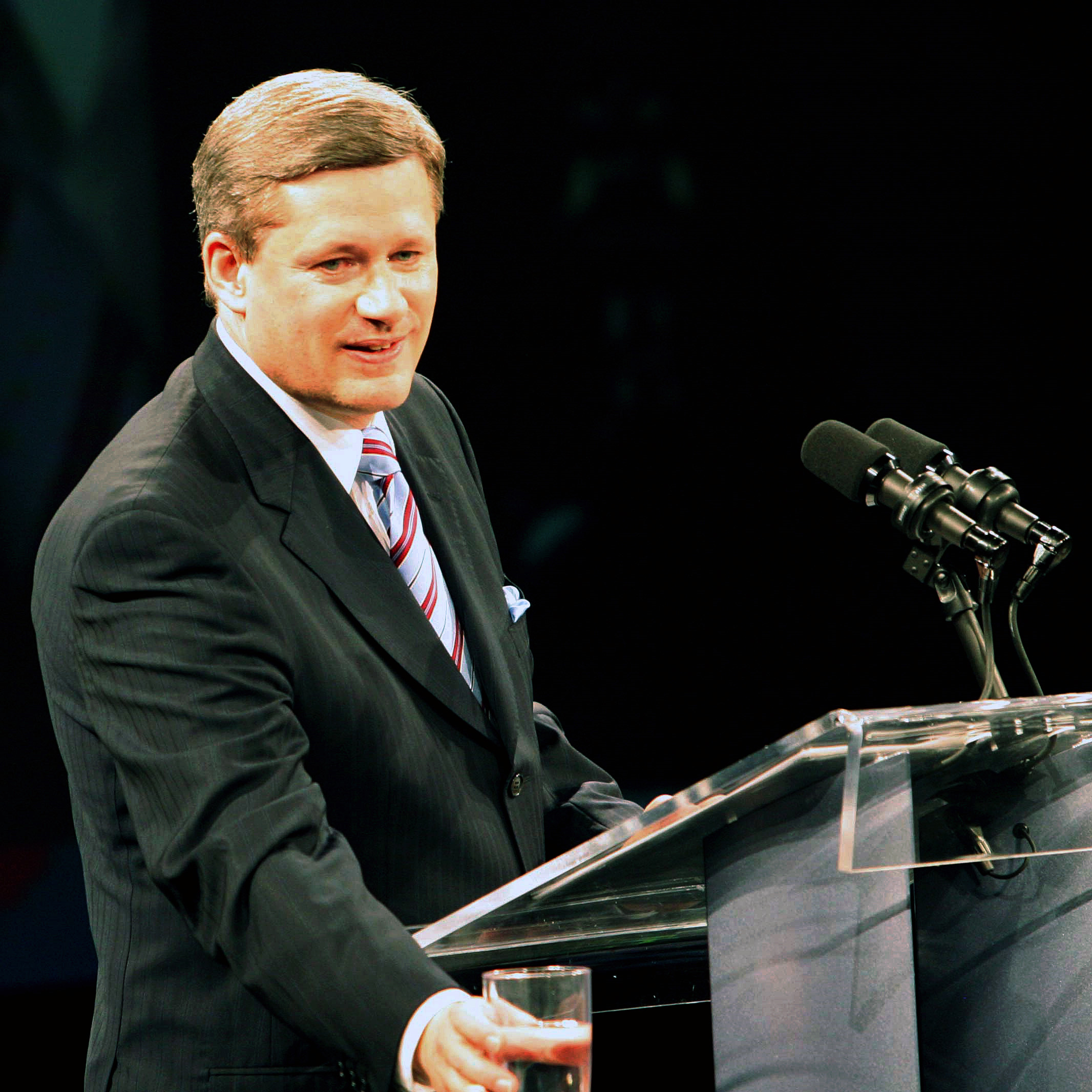
Tidigare partiledaren (2004-2015) och premiärministern (2006-2015) Stephen Harper.

Kanadas konservativa parti (en. Conservative Party of Canada, fr. Parti conservateur du Canada) är ett konservativt politiskt parti i Kanada, bildat i december 2003 som en sammanslagning av Progressive Conservative Party of Canada och Canadian Alliance.
I valet 2006 blev de konservativa största partiet i det kanadensiska parlamentet och bildade därför minoritetsregering, efter tretton år med en liberal regering. I valet 2011 vann partiet 167 mandat och fick således egen majoritet för första gången. År 2015 förlorade man regeringsmakten.

## Politik
Kanadas konservativa parti brukar betecknas som konservativt, både i värde- och ekonomifrågor.